# Op med humøret (film fra 1943)
 For alternative betydninger, se Op med humøret. (Se også artikler, som begynder med Op med humøret)
Op med humøret er en dansk film fra 1943, instrueret af Ole Berggreen.

## Medvirkende
- Ib Schønberg
- Gerda Neumann
- Ulrik Neumann
- Henry Nielsen
- Sigrid Horne-Rasmussen
- Marguerite Viby
- Poul Reichhardt
- Ludvig Brandstrup
- Osvald Helmuth
- Carl Fischer